# イサベル州
イサベル州（イサベルしゅう、英語: Isabel Province）はソロモン諸島の州。ソロモン諸島中部の州であり、サンタイサベル島とフェラ島など周辺の島嶼から成る。行政府所在地はサンタイサベル島東岸のブアラ。2019年の人口は30,399人。